# Yoav Talmi
Yoav Talmi (hebräisch יואב תלמי; * 28. April 1943 in Merchavia/Nordbezirk) ist ein israelischer Dirigent, Pianist und Komponist.

## Leben
Talmi begann seine Ausbildung an der Jerusalem Academy of Music and Dance und studierte von 1965 bis 1968 als Stipendiat der America Israel Cultural Foundation Komposition und Dirigieren an der Juilliard School. Er setzte seine Ausbildung als Dirigent bei Walter Susskind an der Aspen School of Music (1966), Bruno Maderna in Salzburg (1967), Jean Fournet in Hilversum (1968) und Erich Leinsdorf in Tanglewood (1969) fort und gewann 1969 den Koussevitzky Memorial Conducting Prize beim Tanglewood Festival und 1973 die Rupert Conductor’s Competition in London.
Von 1968 bis 1970 war Talmi stellvertretender Dirigent des Louisville Orchestra, von 1969 bis 1971 Musikdirektor des Kentucky Chamber Orchestra. Mit dem Israel Chamber Orchestra arbeitete er von 1970 bis 1972 als Co-Dirigent, von 1984 bis 1988 als musikalischer Leiter und danach als Erster Gastdirigent zusammen. Das Het Gelders Orkest in Arnhem leitete er von 1974 bis 1980, außerdem war er von 1979 bis 1980 Erster Gastdirigent der Münchner Philharmoniker. Zwischen 1984 und 1988 war er Musikdirektor der New Israeli Opera. Mit der San Diego Symphony, die er von 1987 bis 1996 leitete, spielte er Aufnahmen beim Label Naxos ein. Ab 1998 war er Chefdirigent, später conductor emeritus des Orchestre Symphonique de Québec. Als Chefdirigent der Hamburger Symphoniker wirkte er von 2000 bis 2004.
Als Gastdirigent trat Talmi mit den namhaftesten Orchestern Nordamerikas, Europas und Asiens auf, darunter mit den Berliner Philharmonikern, dem Concertgebouw-Orchester, den Wiener Philharmonikern und den Wiener Symphonikern, dem Prager Symphonieorchester, dem Sinfonieorchester der Nationalphilharmonie Warschau, dem Orchestre National de France, dem Tonhalle-Orchester Zürich und dem NHK-Sinfonieorchester. Seine Aufnahme von Anton Bruckners Neunter Sinfonie mit dem Philharmonischen Orchester Oslo wurde mit dem Grand Prix du Disque ausgezeichnet. Eine Aufnahme von Werken Schönbergs und Tschaikowskis mit dem Israel Chamber Orchestra wurde vom Magazin Fono Forum als Album des Monats gewählt. Mit der San Diego Symphony spielte er beim Label Naxos eine Reihe von Orchesterwerken von Hector Berlioz ein.
Als Klavierbegleiter spielte Talmi Aufnahmen mit seiner Frau, der Flötistin Er’ella Talmi ein. An der Universität Tel Aviv leitet er das Department Orchesterleitung der Buchmann-Mehta-Musikschule. Auch als Komponist ist Talmi erfolgreich. Bereits während seiner Studienzeit gewann er den Boskovich-Preis für junge Komponisten. Sein Tzahal March, mit dem er 1963 einen Kompositionswettbewerb gewann, wurde offizieller Marsch der Israelischen Verteidigungsstreitkräfte. 2001 verlieh ihm die Universität Laval einen Ehrendoktortitel. 2008 erhielt er den Frank-Pelleg-Preis des israelischen Kulturministeriums und die Quebec-City Medal, im Folgejahr wurde er als Officier des Ordre national du Québec ausgezeichnet. Talmis Sohn Gil Talmi lebt als Filmmusikkomponist in New York.

## Werke
- How she sat alone, Sinfonie für Sopran und Orchester (2019)
- Moods für Klavier solo (2019)
- Holzbläserquintett (2018)
- Klarinettenquintett (2016)
- Animi Motus für Orchester und Kinder- oder Frauenchor (2015)
- De Profundis für Chor und Orchester (2011)
- Elegy (Dachau Reflections) für Streicher, Pauken und Akkordeon (1996)
- Music für Flöte und Streichorchester (1965/2015)
- Overture on Mexican Themes (1969)
- Suite of Israeli Songs für Flöte und Kammerorchester und Klavier (1967/2000)
- Dreams (Halomot) für Chor a cappella (1972),
- Three Humoresques für Chor a cappella (2017)
- Three Monologues für Flöte oder Cello